# Collezione Prinzhorn
La Collezione Prinzhorn è una collezione d'arte ospitata presso l'ospedale dell'Università di Heidelberg, la più antica università tedesca. Comprende oltre 20.000 opere tra cui disegni, dipinti ad olio, sculture in legno e opere tessili realizzate da artisti affetti da malattie mentali, tra cui Emma Hauck, Agnes Richter e August Natterer.

## Storia
La collezione venne fondata all'inizio degli anni '20 dallo psichiatra Karl Wilmanns e dal suo assistente Hans Prinzhorn. Tra il 1919 e il 1921 Wilmanns e Prinzhorn visitarono molti ospedali psichiatrici in tutta la Germania, raccogliendo inizialmente cinquemila opere. Prinzhorn, medico e storico dell'arte, venne assunto dall'ospedale dell'Università di Heidelberg nel 1919 per espandere una piccola raccolta di opere create da artisti affetti da malattie mentali, precedentemente catalogate dallo psichiatra tedesco Emil Kraepelin.
Le opere della collezione vennero esposte alla mostra d'arte degenerata del 1937, e dal dopoguerra in poi vennero conservate in un magazzino dell'ospedale. A partire dal 1963 si intraprese un intervento conservativo che portò al restauro e alla catalogazione di tutte le opere. 
La collezione ha avuto influenza sull'attività del pittore e scultore francese Jean Dubuffet, che, dopo averla visitata nel 1950, scrisse a Henri Matisse, descrivendola come «qualcosa che ho sognato per anni».